# Тахтаров, Адильгирей
Адильгирей Тахтаров (1886, Кумторкала, Дагестанская область — 1962) — советский хозяйственный, государственный и политический деятель.

## Биография
Родился в 1886 году. Член ВКП(б) с 1925 года.
Рос без отца, в двенадцатилетнем возрасте устроился на завод Каспийской мануфактуры. По причинам кровной мести был сослан в Тульскую губернию. Там работал на Людиновском машиностроительном заводе (1907—1912 гг.), слесарем Калужского машиностроительного завода (1912—1925 гг.). Проработав на заводе некоторое время, он вернулся в Каспийск на тот же завод, где и начинал свою трудовую деятельность, но уже в качестве директора (1925—1931 гг.). Затем работал начальником цеха завода 182 («Дагдизель»), заместителем председателя Дагсовета народного хозяйства (1929—1930 гг.).
В 1938—1950 — председатель ЦИК Дагестанской АССР, председатель Президиума Верховного Совета Дагестанской АССР.
Избирался депутатом Верховного Совета СССР 1 и 2 созывов, Верховного Совета РСФСР 2 созыва.
Умер в 1962 году.

### Семья
- Сын, Тахтаров Борис Адильгереевич (1910 г. р.) — военный лётчик, участник войны в Испании. Кавалер двух орденов Красного Знамени (первый получил 14.11.38 г. за Испанию), орденов Отечественной войны и Мужества[1].